# لوسي ألدريش
لوسي ألدريش (بالإنجليزية: Lucy Aldrich)‏ هي فاعلة خير أمريكية، ولدت في 1869 في بروفيدنس في الولايات المتحدة، وتوفيت في 1955.